# Вероніка Рабада
Вероніка Рабада (словац. Veronika Rabada; нар. 11 травня 1984, Кошиці, ЧССР) — словацька поп-співачка.

## Біографія
Вероніка Рабада навчалась у середній школі в Пряшеві й отримала диплом гімназії Санта-Моніка у 2002 році. Пото́му закінчила Академію мистецтв у Банській Бистриці (2008).
У період 2012-15 років вона — головна солістка ансамблю популярної музики «Грдза» (Hrdza).
У 2018 році Вероніка Рабада почала власну сольну кар'єру з релізом альбомів Lúka і Koleda s Veronikou Rabada. Перший став комерційно успішним у Словаччині, посівши 23-є місце в щотижневому чарті найпопулярніших музальбомів.

## Дискографія
Альбоми:
- 2018 — Lúka
- 2018 — Koleda s Veronikou Rabada